# IC 3294
IC 3294 је појединачна звијезда у сазвјежђу Береникина коса која се налази на листи објеката дубоког неба у Индекс каталогу.
Деклинација објекта је + 25° 35' 49" а ректасцензија 12h 24m 49,6s.